# Honda Civic (segunda generación)
 Para una vista general de todas las generaciones véase Honda Civic
El Honda Civic de 1980 debutó con una forma más angular, mayor potencia, y mayores dimensiones en todos los modelos respecto a la anterior generación. La distancia entre ejes paso a 2250mm (50mm mas) para el hatchback (el de dos puertas sedán fue eliminado) y 2319mm para el familiar.

## Motorizaciones rendimiento
El Civic 1300 y 1500 aparecieron en las versiones base y DX, y la segundo incluyó una transmisión manual de cinco velocidades, asientos de tela, alfombras parciales, desempañador de luneta trasera, limpiaparabrisas, intermitentes, y un encendedor de mechero. El GL 1500 añadido neumáticos radiales, una cortina de ventana trasera, limpiaparabrisas/lavaparabrisas, tacómetro, reloj, y molduras laterales de la carrocería. El Civic Wagon se produjo en una única versión que fue similar al nivel de equipamiento del DX.
Todos los motores Civic de segunda generación utilizaban el motor de diseño CVCC que hizo popular al primer modelo por sus bajas emisiones, que añadía una tercera válvula por cilindro (pasando de 8v a 12v), lo que introdujo la tecnología "burn swirl". La base anterior de 1335 cc ("1300") producía 55 CV. Había tres transmisiones como elección: Una manual de cuatro velocidades (en modelos de base), un manual de cinco velocidades, y una de dos velocidades semiautomática llamada "Hondamatic". Posteriormente, el éxito del uso del motor CVCC condujo al desarrollo en el año 1980 del motor de CVCC-II, que contaba con una mejor eficiencia de combustión, se ofrecía como una versión opcional de 1488 cc ("1500") y 67 CV. El modelo estándar de 1500 lograba 6.9L/100km en ciudad, y 5.0L/100km en carretera a 89km/h, siendo este el límite máximo de velocidad de EE. UU. en ese momento.

## Carrocerías y producción
En 1980, se lanzó un sedán de cuatro puertas, al igual que una transmisión automática de tres velocidades que sustituyó la antigua versión de dos velocidades montada en la primera generación del Civic. En 1982 aparecieron los faros rectangulares y los parachoques negros. El hatchback de 5 puertas se convirtió en el Honda Quint en Japón y fue presentado en el concesionario japonés llamado Honda Verno junto con el Honda Ballade, un coche lujo de alto modelo basado en el sedán. También se presentó un modelo de 4 cilindros altamente eficiente, junto con transmisión de cinco velocidades "FE" (fuel economy), que consumía 5.7L/100km en ciudad y 4.3L/100km en la carretera.
En 1981, Honda sacó al mercado una versión familiar denominada "Civic Country Station Wagon", con carrocería sedán de cuatro puertas, y transmisión automática Hondamatic. El nuevo Civic recibió el premio al "Coche importado del año en Estados Unidos" en 1980. Una versión de cuatro puertas llamada Ballade fue construida en virtud del acuerdo por Mercedes Benz Sudáfrica.
Una versión berlina reestilizada de este modelo también se vendió en Europa, bautizado como la Ballade. Este modelo se ha creado también bajo licencia por la British Leyland, bautizado como  Triumph Acclaim, con nuevo diseño frontal y trasero, así como un interior revisado.

### Versión deportiva 1500 "S"
El lema usado en 1983 para la venta de Civic fue Lo hacemos simple. Un Civic "S" más orientado como modelo deportivo se introdujo en 1983 y fue equipado con una suspensión más firme (con barra estabilizadora trasera) y neumáticos Michelin 165/70R13. Un acento rojo alrededor de la parrilla junto con un emblema S lo distingue de otros Civics al igual que una calandra negra y pintura en los marcos de las ventanas. Este modelo fue equipado con dos motores diferentes. En algunos mercados, se equipó con un motor de alto rendimiento de 1335cc (código EM4) a pesar de ser denominado 1500 S, que era de diseño de flujo cruzado tradicional, y estaba equipado con dos carburadores gemelos Keihin, y el mismo árbol de levas que fue ajustado de los anteriores modelos de primera generación GL. Los carburadores gemelos comparten mucho en común con los legendarios modelos RS de mediados de los 70, utilizando el mismo colector de admisión, sin embargo Honda actualizó la configuración mediante la instalación de trompetas de admisión individuales para ayudar a aumentar la respuesta en régimen a medio rango y al máximo. El Civic "S" estaba disponible en Rojo y en Negro. La plataforma del Civic también dio lugar a un nuevo coche, con una filosofía de mayor rendimiento, llamado Honda Prelude.

## Galería

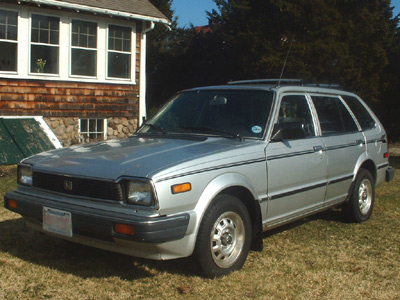
Honda Civic Station Wagon 1982-1983
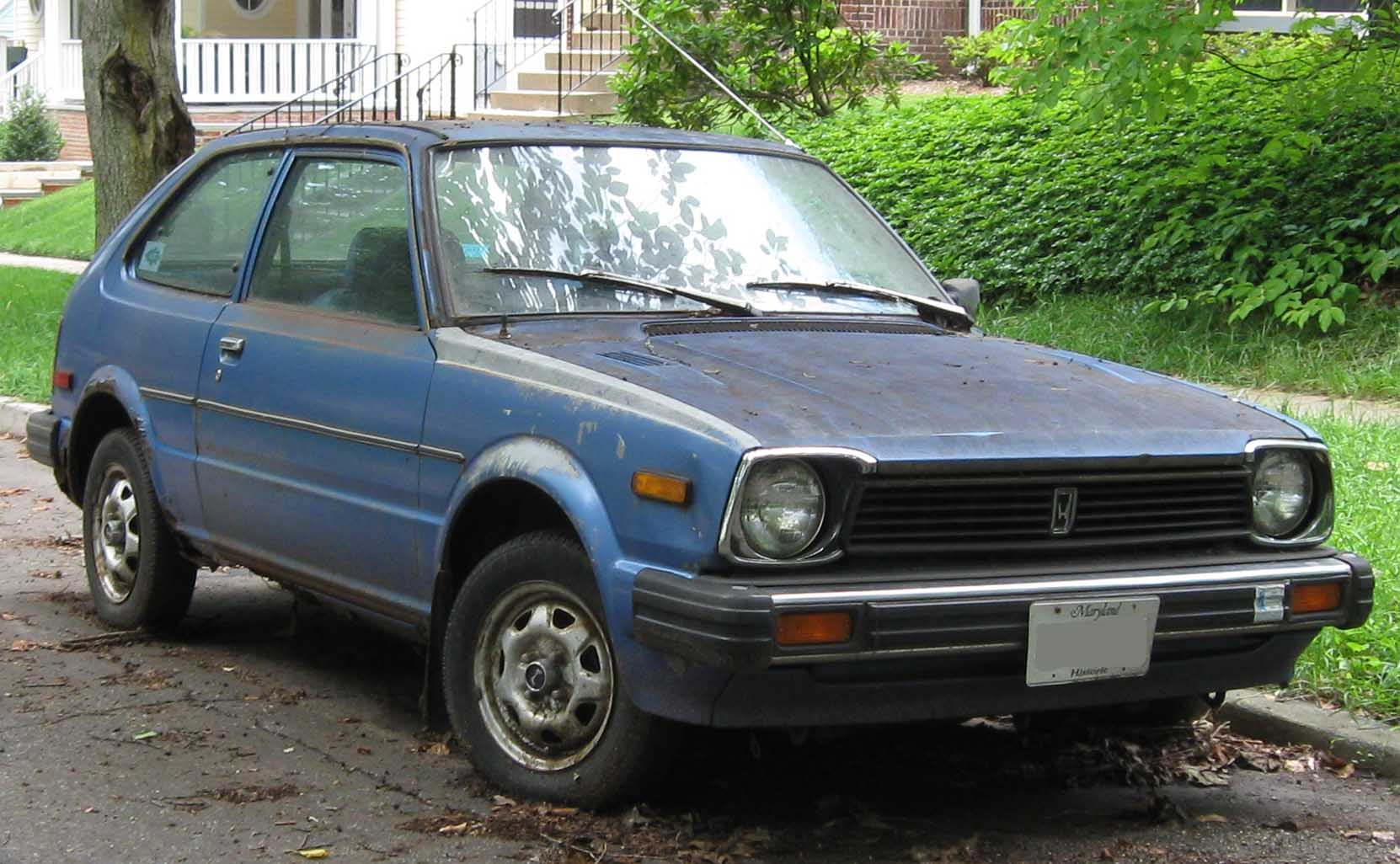
Honda Civic 1500DX 3-puertas 1980-1981(EEUU)
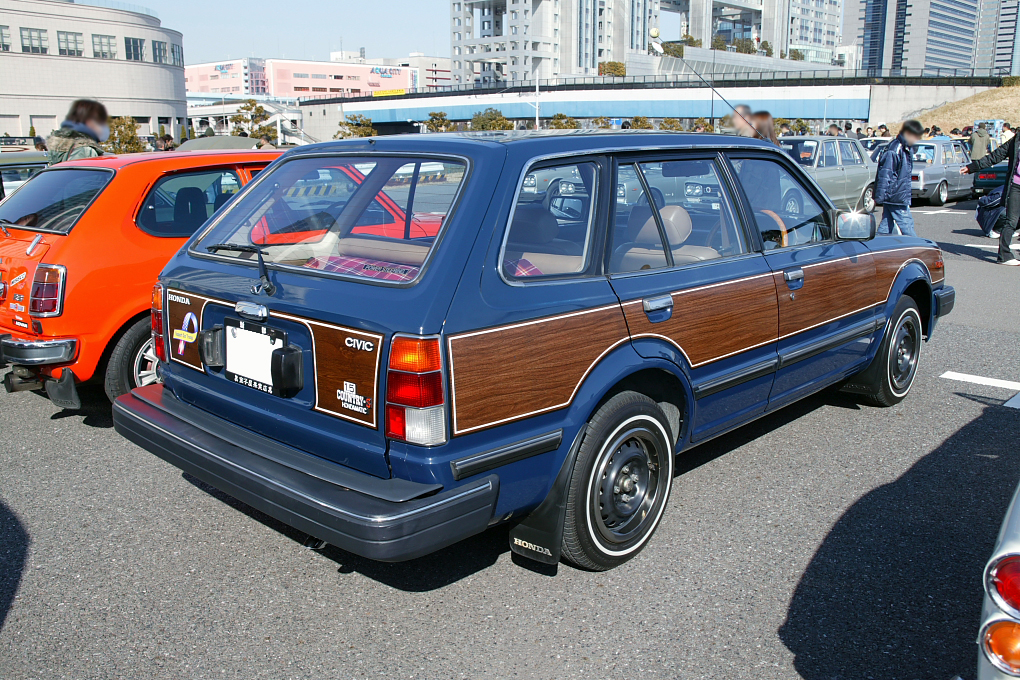
Honda Civic Country 1980-1983(Japón)
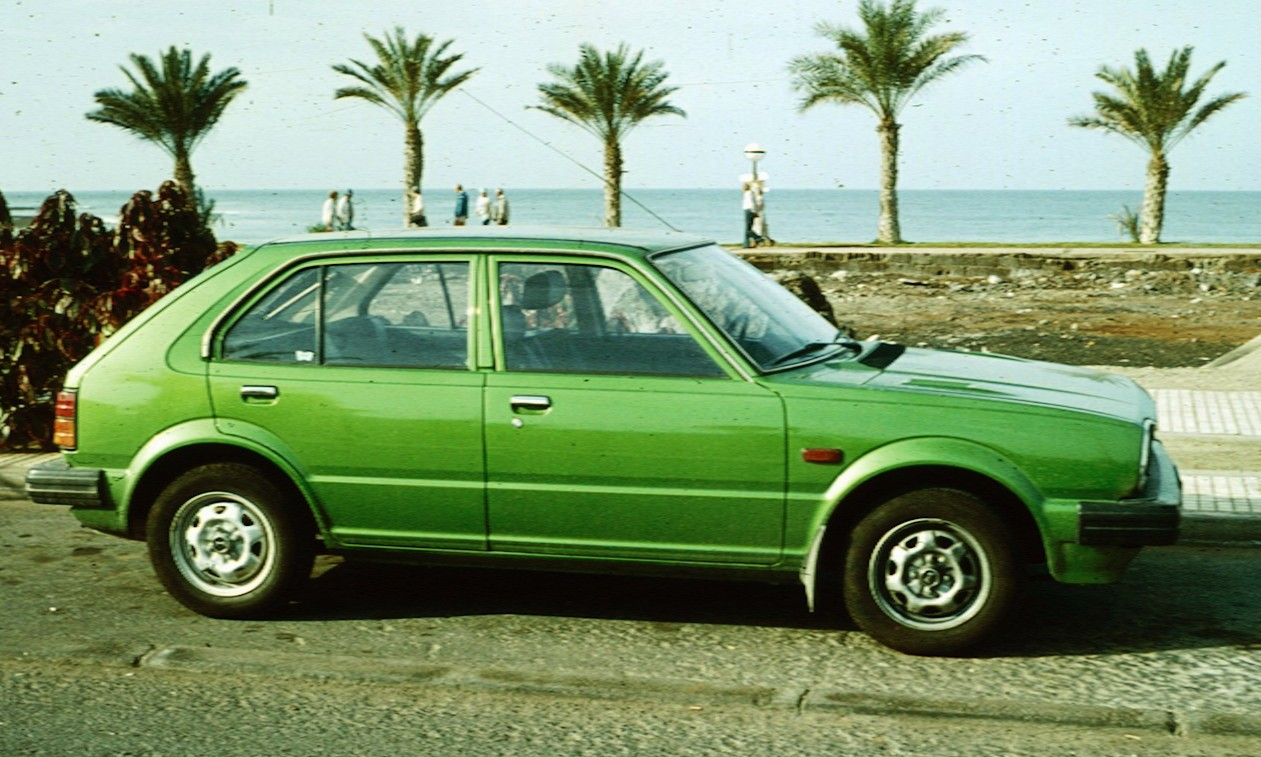
Honda Civic 5-puertas
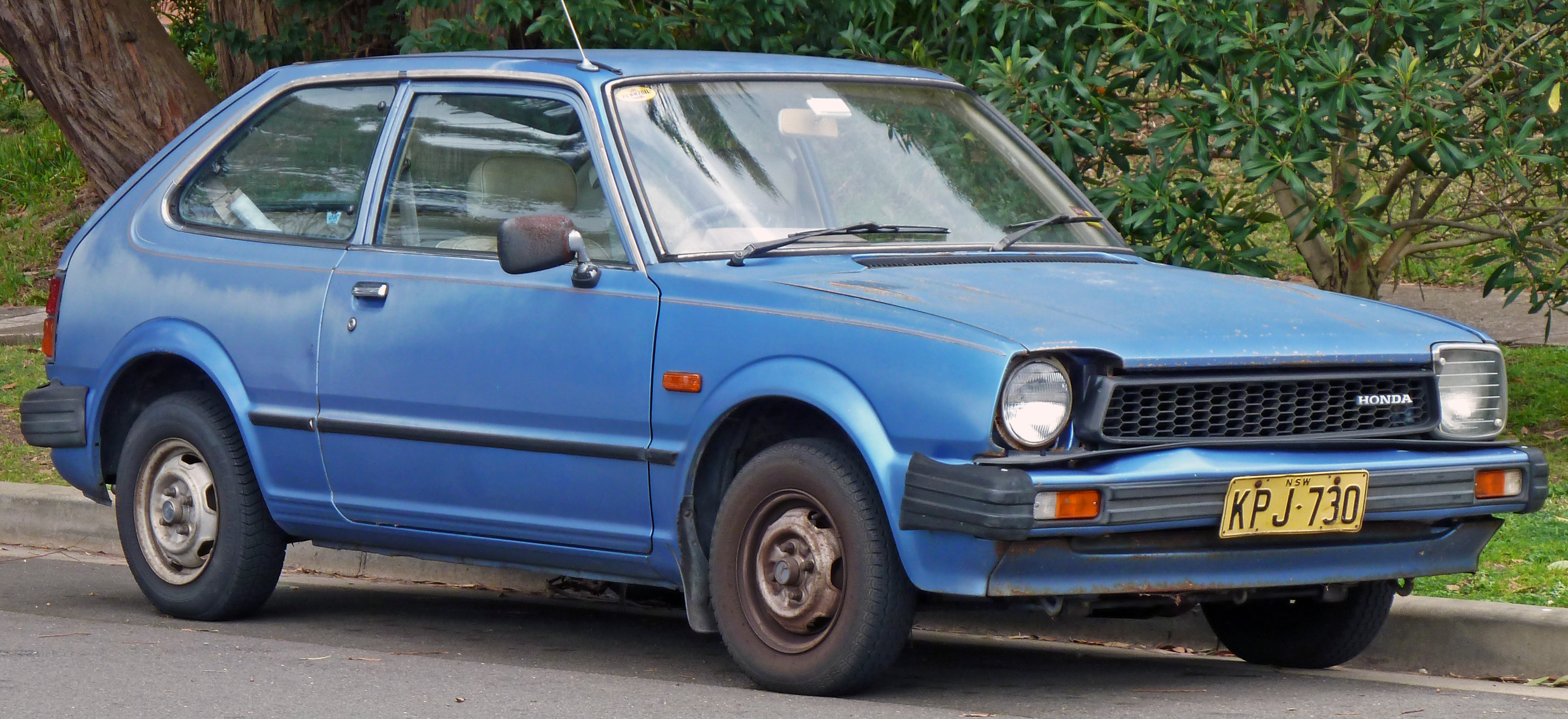
Civic 3-puertas